# Nassaraua Egom
Nassaraua Egom ou Nasaraua Egom (em haúça: Nassarawa Egon) é uma cidade e área de governo local da Nigéria situada no estado de Nassaraua. Compreende área de 1 208 quilômetros quadrados e pelo censo de 2006 havia 149 129 habitantes.